# 古畑任三郎
『古畑任三郎』（ふるはた にんざぶろう）は、フジテレビ系で放送されていたテレビドラマシリーズ。主演は田村正和、脚本は三谷幸喜。

## 概要
田村正和演じる警部補・古畑任三郎が、ゲスト演じる犯人による犯罪のアリバイやトリックを巧みな話術と卓越した推理力で崩していき、完璧と思われていた犯行の真相を解明していく。なお、劇中で起こる犯罪は多くの場合、殺人である。
本作は、『刑事コロンボ』で知られる倒叙ものと言われる形式でストーリーが進行していく。つまり、犯行の様子の全容をまず見せ、古畑が真犯人とのやりとりから容疑を固め、最後に自供に追い込むというパターンである。また、犯人役は作中内での有名人や社会的地位の高い人物であることが多く、これらの点も『刑事コロンボ』と同様であった。
三谷幸喜は「たまたま道を歩いていたら、『古畑医院』という病院の看板を見かけたので、この名前いいな」で「古畑」のネーミングを発想したと話していたことがある。また、三谷は古畑のキャラクターについて、眼鏡をかけ、ネクタイを締め、ヌボーとした感じ人間を頭に思い浮かべていたが、脚本を読んだ田村は、いつも黒い服を着用し、事件の無いときは何をしているのか、どこからやってくるのか来るのかも解らない人間が頭に浮かんだことから、田村の頭に浮かんだキャラクターが採用された。
ゲストには大御所・人気俳優が多数登場し、変り種では本放送当時に現役のメジャーリーガーであったイチローが本人かつ犯人役で出演した。
日本の刑事ドラマでは珍しく、被害者役にも本放送時点で知名度の高い、いわゆる大御所と呼ばれる俳優やタレントが起用され、きたろう、角野卓造、藤村俊二、伊集院光、板尾創路、長谷川初範、森山周一郎、長内美那子、夢路いとし、及川光博といった人物が被害者役で出演している。ファイナルシリーズにそれぞれ出演した藤原竜也および松嶋菜々子は被害者と加害者の二役を演じている。
視聴率は第1シーズンでは平均12%から15%とあまり高くはなかったが、再放送で人気を集め、第2シーズン以降は平均視聴率20％を越え、古畑の部下・今泉を主人公にしたスピンオフ「今泉慎太郎」が深夜枠で放送され、話題を集めた。
レギュラー放送終了後も単発の新作が製作され、2006年の「ファイナル」をもって完結。シリーズは開始から12年で歴史に幕を降ろした。

## シリーズ終了後
2008年6月14日の19:00-20:54（JST）に、古畑の少年時代（古畑役は山田涼介）を描いた『古畑中学生』が放送され、オープニングには田村正和も登場した。
松本幸四郎（現・2代目松本白鸚）親子がシリーズを通して出演しており、次女の松たか子が第2シーズン、長男の市川染五郎（現・10代目松本幸四郎）が第3シーズン、幸四郎本人が2004年版スペシャルに登場している。なお、松たか子のみ犯人役ではなく、ほか2人は犯人役で出演した。
2020年4月から5月にかけて、「新型コロナウイルスの影響で家でじっとしている人に楽しい話題を提供しよう」という三谷の発案で、三谷が朝日新聞紙上に連載している「三谷幸喜のありふれた生活」にて、新作『一瞬の過ち』が小説として全4回で掲載された。
ドラマシリーズ復活については、新作『一瞬の過ち』発表後に三谷が「条件が揃えば、僕はいつでも映像版「古畑」の新作を書く準備は出来ていますよ、田村さん」と書いたり、プロデューサーの石原隆も「出演者、スタッフなど、条件がそろえば、すぐにでも作りたいです!」とコメントするなど、制作側の意欲は高い状態にあった。
しかし2021年4月に田村が死去。これを受けて三谷は「古畑を僕に書かせてくれたのは、紛れもなく田村さんです。田村さんがいなくなってしまった今、古畑任三郎が事件現場に戻ってくることはもうありません」というコメントを発表した。
同年9月から10月にかけて、再び「三谷幸喜のありふれた生活」にて特別編（小説版）となる「殺意の湯煙」が連載された。

## ドラマ様式
本作は倒叙式であるため、視聴者は「誰が真犯人なのか?」という興味ではなく、「真犯人をどうやって追い詰めるか?」という点に目が向けられることになる。そのため、放送の前半に犯人役及び犯行シーンが公開される。
犯人が最後までわからないストーリーでは、配役だけで視聴者に犯人が分かってしまうため犯人役に大物俳優を使うことが難しい。しかし倒叙式の手法を取り入れることにより大物ゲストを無理なく犯人役に迎えることができるようになっている。
古畑は主役でありながら、冒頭のオープニングシーンには登場するものの、本編に入ってからすぐには登場しない回がほとんどである。これは、前述の通り「犯人と被害者とのやり取りや犯人の犯行シーンなどを見せるため」であり、誰かが警察に通報したりするまで古畑は登場しない。SMAPの回に至っては、アバンタイトルを除き本編開始時から約1時間以上古畑が登場しなかった。
終盤の解決篇の直前に画面が暗転して、古畑が視聴者に向かって「挑戦」する構成は、アメリカのテレビ・ムービー『エラリー・クイーン』からの引用である。脚本の三谷幸喜は少年時代、東京12チャンネルで放送されていたこの番組のファンであった。
事件現場、またはその話の中で最も重要な場所で犯人と対決、犯人の自白後、スタッフロールが出る頃に全員が退場し、そのまま画面が切り替わらずにスタッフロールが流れる（1回・16回・25回・27回・28回・37回・42回など例外もある）。スタッフロール終了後、以下のフィクションであることを示す断りテロップが表示されて番組は終了する。

## シリーズ構成
これまでに合わせて42回（エピソード数で言えば、第37回と第38回は前後編構成、第25回は総集編であるため、本編40エピソード+総集編1エピソード）放送された。
本稿では既に発売されているDVDの呼称に従い、「第1シーズン（1st season）」「第2シーズン（2nd season）」「第3シーズン（3rd season）」「スペシャル」「ファイナル」「総集編」に大別する。
オープニングのタイトルロゴは「古畑任三郎 vs SMAP」と「古畑中学生」以外は、第1シーズンから『古畑任三郎』である。
第1シーズンのみ、新聞の番組欄ではタイトルが『警部補・古畑任三郎』になることがある。元ネタが『刑事コロンボ』だったことから名前をタイトルにしているのだが、『刑事コロンボ』の原題は「Columbo」であり、本作もそれに倣う方向であった。しかし、「古畑任三郎」という名前が「刑事らしくなく、時代劇だと誤解されるのではないか」という配慮からタイトルに「警部補」がつけられた。ドラマが広く認知された第2シーズン以降は、「警部補」を取った『古畑任三郎』のタイトルになっている。
| シーズン   | 合計   | 平均視聴率 | 放送日                                                                     |
| ---------- | ------ | ---------- | -------------------------------------------------------------------------- |
| 1st season | 計12回 | 14.2%      | 1994年04月13日 - 06月29日                                                  |
| 2nd season | 計10回 | 25.3%      | 1996年01月10日 - 03月13日                                                  |
| 総集編     | 計1回  | 22.6%      | 1996年04月09日                                                             |
| 3rd season | 計11回 | 25.1%      | 1999年04月13日 - 06月22日                                                  |
| スペシャル | 計5回  | 26.2%      | 1995年04月12日 1996年03月27日 1999年01月03日 1999年04月06日 2004年01月03日 |
| ファイナル | 計3回  | 26.0%      | 2006年01月03日 2006年01月04日 2006年01月05日                               |
| 古畑中学生 | 計1回  | 13.3%      | 2008年06月14日                                                             |

### 放送
1999年6月22日の第3シーズン最終回時には、翌週に『GTOスペシャル』が放送される予定だったため、解決編突入前の暗転部分に古畑が、翌週のこの時間にGTOスペシャルを放送することを予告するというメタフィクション的なギャグが盛り込まれた。再放送では局によっては次に再放送する番組をそのセリフにあわせてテロップで出すなどの措置を取った。再放送のタイミングや放送枠の都合などにより、このセリフの部分だけをカット編集して再放送する場合もある。
2020年5月16日に第3シリーズの第10回と第11回（最終回）の「最も危険なゲーム」の再放送がフジテレビで行われ、前述の「来週はGTOスペシャルをお送りする予定です」のセリフもそのまま放送された。その反響を受け3週間後の2020年6月6日に、実際に「GTOスペシャル（1999）」の再放送を行った。
さらに系列局の関西テレビでは、2020年7月11日深夜に「最も危険なゲーム」2回分を再放送し、本当に再放送しますとテロップを出し、その通りにその翌週の2020年7月18日深夜に本当に「GTOスペシャル（1999）」の再放送を行った。カンテレでは2024年3月25日昼にも「最も危険なゲーム」2回分を再放送し、翌週4月1日放送予定の25年ぶりのGTOの新作「GTOリバイバル」の告知テロップが流された。
番組の好評を受け、全3シリーズともに地上波（フジテレビ系列の地方局を含む）やBSフジ(2021年時点では固定の連続ドラマ再放送枠がなく未放送)・CSで再放送（日本映画チャンネルなど）あるいはインターネット配信が行われている。再放送などの詳細は古畑任三郎のエピソード一覧を参照のこと。
2021年4月3日に田村が死去したことを受けて、同年5月20日・5月21日に急遽田村の追悼番組として『古畑任三郎』の再放送が編成された。同年5月20日（木曜日）14:45 - 15:45（JST）・5月21日（金曜日）14:45 - 15:45（JST）に第41回「フェアな殺人者」を前編・後編に分けて関東ローカルにて、同年5月21日（金曜日）20:00 - 21:58（JST）に第42回「ラスト・ダンス」を全国ネットで放送した。
また2022年4月14日にテレビドラマ『やんごとなき一族』の代替番組として第24回「しばしのお別れ」を60分に短縮して再放送された。
ただし以下の回は権利上の都合で、CS放送やインターネット配信が行われていない。なお2024年のTVerでの配信では第17回と第22回及び地上波では一部モザイクのかかった第37回も通常通り配信された。
- ジャニーズ事務所所属タレントが出演する回（過去に在籍した人も含む）[注 6]。詳細は古畑任三郎のエピソード一覧を参照のこと。
  - 第17回と第25回（犯人・木村拓哉（当時SMAP）と後述の第22回）
  - 第26回（犯人・SMAP）
  - 第43回「古畑中学生」（主人公・山田涼介（Hey! Say! JUMP））
- その他
  - 第22回（犯人・風間杜夫）[注 7]
  - 第32回（犯人・津川雅彦）(※2023年5月以降[16])
  - 第41回（犯人・イチロー）[注 8]

## 登場人物
古畑任三郎
演 - 田村正和（中学時代：山田涼介）
警視庁刑事部捜査一課の刑事で、階級は警部補。誕生日は1月6日。一番上の兄が九州大附属病院で医者をしている。常に黒のスーツ・ノーネクタイ・サスペンダーで、寒い時期には黒のロングコートといういでたち。事件現場には、しばしばセリーヌブランド（ブリヂストンサイクル製）の自転車で現れる。
警視庁きっての推理力の持ち主で、わずかな手がかりや発言の矛盾を即座に見抜く鋭い観察眼と、犯人の裏をかく巧みな話術により、幾多の事件を早期解決に導いている。立ち振る舞いは紳士的だが、その一方で幼稚な程細かいことにこだわり、悪戯好きで負けず嫌いな性格でもある。酢豚が好物。思い切り酸っぱいものが好き、とも。
今泉慎太郎
演 - 西村雅彦
古畑の部下。階級は巡査。第41回の時点で45歳の独身。祖母と暮らしている。単純かつおっちょこちょいな性格で、直接捜査に役に立つことは皆無だが、今泉の無意味な言動が、古畑に事件解決のヒントをもたらすことが多く、ある意味重宝されている。古畑にとって絶好のからかい相手で、よくおでこを叩かれる。シリーズを通じて自律神経失調症により2度、一時休職している。
西園寺守
演 - 石井正則（アリtoキリギリス）
第3シーズンからレギュラー登場した刑事。身長が低く、生真面目な性格をしている。実家はお寺。卓球などの球技が得意。事件解決に必要なデータ収集を一手に引き受け、古畑をサポートする。古畑にも目をかけられる有能な部下で、そのため今泉からは嫉妬されている。ただその生真面目さ故に、第35話では、化学者・堀井岳（福山雅治）の策略にはまり、堀井の元恋人の片桐恵（戸田菜穂）を犯人と勝手に断定してしまうなどの勇み足も見受けられる。
向島音吉（東国原音吉）
演 - 小林隆（中学時代：タモト清嵐）
古畑を「最高の刑事」と敬愛する巡査。古畑が現場に到着すると、よく声をかけてもらえるものの、名前をなかなか覚えてもらえない。結婚・再婚などにより、姓がよく変わる。シリーズ完結篇で警備員に転職し、イチローの腹違いの兄であったことが明かされる。実は古畑とは、中学時代の同級生である。

## 作品の概要
1st season
タイトルは『警部補 古畑任三郎』。ストーリー毎に古畑のシャツの色が異なっていた（白、青、紫など）。この初期における今泉慎太郎は古畑の助手的な役割が強い。第3回時点での今泉は普通の刑事であり、第5回では古畑に頼らず死亡推定時刻を導き出す。ただし、古畑にいいようにこき使われたり、子供じみた言動や素っ頓狂な言動も時折見せるなど後のシリーズでのキャラクター性を指し示す片鱗も見せている。また、第8回は三谷幸喜が脚本を務めた『振り返れば奴がいる』の後日談、もしくはパラレルワールド的要素を兼ね合わせた内容になっている。なお、この頃は今泉に「慎太郎」の名前がクレジットされていない（第12回で初めてフルネームで表示される）。
また、三谷幸喜、プロデューサーの関口静夫、監督の河野圭太が古畑任三郎 DVD（「すべて閣下の仕業」）のコメンタリーで語っているが、初めて撮影されたのは実際の放送順では第3回の古手川祐子編である。クランクインは 1993年12月で、4月スタートの新番組としては異例の早さである。チーフディレクターは星護だったが、星監督が当時別番組（『幕末高校生』）を担当していたため、初回を撮影したのは河野圭太だった。記念すべき放送第1回の中森明菜編は制作順では第4回で、星監督にとっては笑福亭鶴瓶編に続く2本目である（かつて鶴瓶自身は『パペポTV』内で自身の出演した「殺しのファックス」が1話になる可能性もあったが放送されなかったと語っている。ビデオ版ではこの回は第1巻の最初に入っている）理由は事件の発生順序参考。第5回「汚れた王将」には『刑事コロンボ』新シリーズでコロンボ（ピーター・フォーク）の吹き替えを担当している石田太郎が出演した。
番組ポスターのキャッチコピーは「殺人者は、後悔する。」。

2nd season
タイトルを『古畑任三郎』に改めてのレギュラー放送。シリーズとしてのフォーマットが決定したシーズンと位置付けられる。芳賀が捜査に参加するようになって、今泉は第14回で「自律神経失調症で長期休養中」という設定が与えられて以降、奇天烈な言動が目立つ道化役として強調されるようになっていく。クランクインは1995年10月で初回の撮影分は沢口靖子編であり、第1回目の明石家さんま編は実際の撮影順では4本目である。第21回「魔術師の選択」の犯人役である山城新伍は『刑事コロンボ』の第38話で犯人役（ウィリアム・シャトナー）の吹き替えを担当しており、両作品の「犯人役」を経験したことになる。なお、この作品にはまだメジャーになる前の松たか子も出演している。また、第17回「赤か、青か」で被害者の警備員役を演じている金井大は『刑事コロンボ』の第12話、第25話、第34話でヴァル・エイヴリーの吹き替えを担当している。第2シーズン最終回である第23回「ニューヨークの出来事」は全編ニューヨークロケが敢行されたが台本が完成したのが渡米3日前だった。演出は河野圭太だが、松田秀知もロケに同行している（ただしノンクレジット）。また作中では和菓子が殺人の鍵を握るが、スポンサーの森永製菓は同回に限りCMは流したが、提供クレジットは外している。
番組ポスターのキャッチコピーは「殺人者は、死にたくなる。」。

巡査・今泉慎太郎
本作の番外編として、今泉を主人公として作られたスピンオフの10分番組。
第1シーズン第12回で尺に数分の余りが出たので、科学研究室での今泉と桑原技官のやりとりを加えたところ好評だったため、第2シーズンとあわせて制作され、本編が放映された直後の深夜にオンエアされた。第12回のときの桑原はマッドサイエンティストの趣が強かったが、第2シーズン以降の桑原は性格が明るくなり、今泉と同年齢の後輩という設定になった。この番組内で古畑任三郎のオープニング曲に歌詞をつけた「今泉慎太郎を称える歌」は西村雅彦のアルバムCD「DECO」に収録されている。
第3シーズンでは制作されなかったものの、2004年のスペシャル「すべて閣下の仕業」で復活した。しかし、桑原役の伊藤俊人は既に死去していたため、今泉・西園寺・向島・花田兄の四人となった。その時のオープニングCGは新規に作成されていない。
ビデオ化された際は「今泉慎太郎」単独でのリリースだった（全2巻）が、単独でのDVD化はなされず、「古畑任三郎」第2シーズンのDVDに同時収録されている。なお、第12回「今泉慎太郎 大空の怪事件」は、ビデオ・DVD共に「古畑任三郎 すべて閣下の仕業」と同時収録になっている。

総集編
第2シーズン終了後に放送された特別編。
古畑が突如として消息を絶ち、刑事仲間や第24回までの犯人達及び知人にインタビューしてその行方を追うというストーリーを軸にした総集編である。インタビュー場面は新たに撮りおろしされたものだが、古畑役の田村の撮りおろしのシーンはない。また、菅原文太は声のみの出演をしている。
撮影は、スタッフが犯人役のゲストの所に行き、ガラスと衣装をもって、スタジオではなく犯人役の人がいるその場所で撮影をしていたらしい。
番組のラストで古畑は、小石川ちなみの別荘の地下室に、今泉の不注意によって数日間閉じ込められていたところを発見されるが、呼吸を調節し、好物のチョコレートを持っていたため、命拾いした（この地下室は第1回の事件現場でもある）。事件を引き起こしたことに際して、今泉は自律神経失調症にて2度目の休職に入る。

3rd season
「今までとは違う古畑」を志向したシリーズ。事件、殺害方法に様々な趣向を凝らし、古畑が全く捜査に参加しない、視聴者からの葉書を読むなど今までの本作におけるお約束的な流れを無視する実験的な話が多くあることが特徴。西園寺、花田の新レギュラー投入など新しい試みも行っている。なお、第28回「若旦那の犯罪」の犯人の師匠・気楽家有楽の役をつとめた梅野泰靖は、『刑事コロンボ』の第4話、第12話、第21話の3回にわたって、犯人役（ロバート・カルプ）の吹き替えを担当している。第30回「灰色の村」（古畑、風邪をひく）では、2nd seasonで第17回「赤か、青か」で被害者の警備員役を演じ、『刑事コロンボ』で第5話、第12話、第25話、第34話でヴァル・エイヴリーの声を担当していた金井大が、村人の一人鬼頭役で2回目の出演している。
連続ドラマとしては異例の、スペシャル（第27回）放送の翌週からのスタートとなり、西園寺と花田が参加して初のレギュラーシーズン。クランクインは1999年2月。西園寺にワトソン役を分担させた結果、今泉の設定は完全にお笑い担当（コメディリリーフ）となった。花田のキャラクターは視聴者の視点を持ち、解決編前に事件のあらましを整理し、説明する役割として設定された。尚、番組開始当初はレギュラー放送回数予定は全12回と告知されていたが、最終的には1回短縮されている。スケジュールはタイトで最終回の撮影は放映日当日まで行われていた。三谷の脚本が遅れて田村のスケジュールが確保できなかったためと言われる。

番組ポスターのキャッチコピーは「シロをクロにする。」。

スペシャル
単発的に放送される。通常は1時間の放送だが、スペシャルでは第24回以外は2時間以上にわたる長編となっている。
第24回の「しばしのお別れ」の視聴率34.4%は、古畑任三郎の全シリーズ中、最も高い視聴率を記録した作品である。また、犯人役の山口智子がドラマ中で披露したフラメンコは、実際に山口本人が当時趣味としていたことがテレビ専門誌などにより明らかになっている。さらに、この話はスペシャルだが90分ドラマで他のスペシャルより時間が短いので、2002年夏の土曜ワイドと2009年秋のチャンネルα・2度の再放送によって唯一この回だけスペシャルが再放送されている（時間枠が足りたため）。
第26回では、シリーズ初となる三谷幸喜自身による自作解説が冒頭に挿入された（ビデオ及びDVDにも収録）。また、この回に西園寺が初登場。第27回に2度目の登場を果たし、第3シーズンに正式なレギュラーとなる。第27回に花田が初登場。第3シーズンから準レギュラーとなる。
第39回は、2004年1月に放送されたが本来は2002年1月に放送される予定だった。田村正和のスケジュールの都合で延期になっている。第26回と同様に番組冒頭で三谷幸喜による解説が入る予定だったが、時間枠の都合上カットされた。その部分は後に発売されたDVDに「幻のオープニング」としてセル版にのみ収録されている。また、本来はこの第39回によって古畑は完結する予定であったという。
通常の60分枠よりも長く、平日の再放送枠の番組「チャンネルα」では編成の都合上放送できないため、土曜日昼間の「土曜ワイド」枠またはゴールデンタイム・プライムタイムの「ドラマレジェンドスペシャル」枠にて再放送されることが多い。

ファイナル
シリーズ完結篇。放送前から「古畑ついに完結」とスポーツ紙を賑わせた。
第40回は、放送まで犯人が明かされない趣向であったが、三谷本人にそのような意思は無く、朝日新聞に自身が連載しているエッセイ「ありふれた生活」の中で犯人を明かしている。また、2008年6月のドラマレジェンドスペシャルの対談でもコメントしている。なお、同時間帯にNHKでおなじく三谷脚本による『新選組!! 土方歳三 最期の一日』が放送されており、さらに、そちらにも石坂と藤原が出演していたため騒動となり、フジ側が「調整が間に合わなかった」と謝罪する事態になった。この件について三谷は同じく「ありふれた生活」において「自分の作品同士で視聴率を取り合うというのは、作者としてとても哀しい。作品はどれも苦労して育てたわが子みたいなもの。争って欲しくはない。一皿のカレーライスを前に、長男と次男が大喧嘩しているのを、黙って見ているしかない父親のような気持ちだ。というわけでその日、僕は九時まで細木数子さんを見て、それから犬の散歩に出ます」とした。
第41回には、イチローが本人役として出演しているが、当初は架空の選手「ハチロー」として登場する予定であった。イチロー本人の希望により、イチロー役として登場することになった。なお、登場人物のイチローは「名前が同じで顔もそっくりだが、別の人物」とされており、古畑も視聴者に語りかけるシーンで「この番組はあくまでもフィクションであり実際のイチローは殺人をしない」と説明した。イチローのキャラクター設定に関しては、三谷も苦心したらしく、「死体を食べちゃうとかいう役にはできませんし」などと冗談めかして語っている。なお、エンディングのクレジットに田村のみレギュラー時と同じく役の名前「古畑任三郎」がクレジットされていたが、その他の出演者は役の名前のクレジットがなかった。なお、フジテレビ On Demandでは肖像権の関係上、この回は配信されなかった。2021年現在では、ファイナルの他2作品も配信終了となっている。ただし後述する田村の追悼番組としての再放送後、6月4日までの期間限定で第42回とともに見逃し配信が行われた。
本作の打ち上げは1月10日に行われた。出席者は主演の田村他、イチロー、松嶋菜々子、そして小林隆、だいぶ遅れて石井正則が出席。簡潔なスピーチやビンゴ大会が執り行われた。出席した小林によると、「大人の雰囲気」だったという。
番組ポスターのキャッチコピーは「犯罪者は、まず、私を葬るべきだった。」。

古畑中学生
これまで断片的に語られるだけだった古畑の過去を描いた特別編。中学生時代の古畑には山田涼介が選ばれた。音楽はエンディングを除いて過去のシリーズのものは使わず、本間勇輔は新たに曲を書き下ろした。演出などがフォーマットされたので長年古参の古畑ファンからは否定的な意見が多く寄せられた。
田村はすでに完結した作品だからとして出演するつもりはなかったが、番組側と水面下で話し合った際、古畑の過去を語る意欲的なストーリーに理解を示し、数日後に「そういうことでしたら、出演しましょう」と、再登場を快諾したという。また、出演後は「少し古畑の役作りを変えてみようか」とも周囲に語ったようで続編希望を示唆したという。

特別編（小説版）
朝日新聞「三谷幸喜のありふれた生活」に掲載された小説。2020年4月連載開始の「一瞬の過ち」と、2021年9月連載開始の「殺意の湯煙」がある。「殺意の湯煙」は『ミステリマガジン』2022年5月号に再録された。
- 「古畑任三郎復活！特設ページ」（朝日新聞デジタル）
  - 「一瞬の過ち」(1) (2) (3) (4) (要購読契約)

関連作品・番外作品
本作と同じ三谷幸喜作品とのリンクが頻繁に見られる。以下、登場人物や舞台のリンクしている作品。赤い洗面器の男が登場する作品については、赤い洗面器の男を参照。
『振り返れば奴がいる』
第8回の犯人・中川淳一（鹿賀丈史） は、『振り返れば奴がいる』の登場人物。
『ラヂオの時間』
第11回の犯人・中浦たか子（桃井かおり）は、『ラヂオの時間』の登場人物。
第36回の舞台となった大スンダ航空の飛行機は、『ラヂオの時間』内の番組スポンサー。
『王様のレストラン』
南大門昌男（山城新伍）の元に「ベル・エキップ」、二葉鳳翆（山口智子）の元に「原田禄郎」名義で花が送られている。「ベル・エキップ」は『王様のレストラン』の舞台となるフレンチレストラン、「原田禄郎」は『王様のレストラン』の登場人物の一人で、「ベル・エキップ」のオーナー。
『バッド・ニュース☆グッド・タイミング』・『THE 有頂天ホテル』
第41回で舞台となり、第22回・第27回にも登場するバリトンホテルは、『バッド・ニュース☆グッド・タイミング』と『THE 有頂天ホテル』にも登場。
『やっぱり猫が好き』
魔術師の選択で事件現場となった、会員制マジックバー「ゴーストキャッスル」は、『やっぱり猫が好き』の次女役・レイコ（演・室井滋）が住んでいるアパート「ゴーストキャッスル堂」が元となっている。
第36回の犯人の妻役に、長女・かや乃を演じたもたいまさこがゲスト出演している。
『「古畑任三郎 vs SMAP」その後…』
『SMAP GO!GO!』内で放送。全編生放送ドラマとなっている。古畑は登場しないが、『古畑任三郎 vs SMAP』で登場したSMAPとマネージャーのその後を描いた作品となっている。脚本・演出は三谷幸喜、ドラマ演出は河野圭太が担当した。なお、朝日新聞の10月10日付けの「三谷幸喜のありふれた生活」で、古畑任三郎が登場するかのようなタイトル及び宣伝をしたのに対して三谷幸喜がプロデューサーに抗議していた事を明かしている。

## 放送日程

### 1st season
| 通算回                                                         | 放送日         | サブタイトル     | 犯人役     | 演出     | 視聴率 | 時系列                                   |
| -------------------------------------------------------------- | -------------- | ---------------- | ---------- | -------- | ------ | ---------------------------------------- |
| 第1回                                                          | 1994年04月13日 | 死者からの伝言   | 中森明菜   | 星護     | 14.4%  | 第4回の後                                |
| 第2回                                                          | 1994年04月20日 | 動く死体         | 堺正章     | 河野圭太 | 13.8%  | 古畑と今泉が組んだ最初の事件             |
| 第3回                                                          | 1994年04月27日 | 笑える死体       | 古手川祐子 | 河野圭太 | 12.9%  |                                          |
| 第4回                                                          | 1994年05月04日 | 殺しのファックス | 笑福亭鶴瓶 | 星護     | 12.4%  | 第1回の前                                |
| 第5回                                                          | 1994年05月11日 | 汚れた王将       | 坂東八十助 | 河野圭太 | 16.3%  | 第8回の直前                              |
| 第6回                                                          | 1994年05月18日 | ピアノ・レッスン | 木の実ナナ | 松田秀知 | 13.4%  |                                          |
| 第7回                                                          | 1994年05月25日 | 殺人リハーサル   | 小林稔侍   | 星護     | 13.0%  |                                          |
| 第8回                                                          | 1994年06月01日 | 殺人特急         | 鹿賀丈史   | 松田秀知 | 16.6%  | 『振り返れば奴がいる』より後 第5回の直後 |
| 第9回                                                          | 1994年06月08日 | 殺人公開放送     | 石黒賢     | 星護     | 14.8%  |                                          |
| 第10回                                                         | 1994年06月15日 | 矛盾だらけの死体 | 小堺一機   | 河野圭太 | 15.2%  |                                          |
| 第11回                                                         | 1994年06月22日 | さよなら、DJ     | 桃井かおり | 松田秀知 | 15.1%  | 『ラヂオの時間』より後                   |
| 第12回                                                         | 1994年06月29日 | 最後のあいさつ   | 菅原文太   | 松田秀知 | 12.3%  |                                          |
| 平均視聴率 14.2%（視聴率はビデオリサーチ調べ、関東地区・世帯） |                |                  |            |          |        |                                          |

### 2nd season
- 第22回サブタイトル欄のカッコ内は映像ソフトのブックレットに表記されていたもの

| 通算回                                                         | 放送日         | サブタイトル                    | 犯人役              | 演出     | 視聴率 | 時系列                       |
| -------------------------------------------------------------- | -------------- | ------------------------------- | ------------------- | -------- | ------ | ---------------------------- |
| 第14回                                                         | 1996年01月10日 | しゃべりすぎた男                | 明石家さんま        | 河野圭太 | 25.4%  | 第1回より後で第17回の直前    |
| 第15回                                                         | 1996年01月17日 | 笑わない女                      | 沢口靖子            | 松田秀知 | 20.8%  |                              |
| 第16回                                                         | 1996年01月24日 | ゲームの達人                    | 草刈正雄            | 河野圭太 | 22.7%  | 第13回より前                 |
| 第17回                                                         | 1996年01月31日 | 赤か、青か                      | 木村拓哉            | 松田秀知 | 26.1%  | 第14回の直後                 |
| 第18回                                                         | 1996年02月07日 | 偽善の報酬                      | 加藤治子            | 河野圭太 | 26.6%  | 第17回より前                 |
| 第19回                                                         | 1996年02月14日 | VSクイズ王                      | 唐沢寿明            | 松田秀知 | 26.0%  | 第13回より前か後かは若干曖昧 |
| 第20回                                                         | 1996年02月21日 | 動機の鑑定                      | 澤村藤十郎 角野卓造 | 河野圭太 | 24.3%  |                              |
| 第21回                                                         | 1996年02月28日 | 魔術師の選択                    | 山城新伍            | 松田秀知 | 27.8%  |                              |
| 第22回                                                         | 1996年03月06日 | 間違われた男 （間違えられた男） | 風間杜夫            | 河野圭太 | 26.5%  |                              |
| 第23回                                                         | 1996年03月13日 | ニューヨークでの出来事          | 鈴木保奈美          | 河野圭太 | 26.9%  | 第17回、第19回、第21回より後 |
| 平均視聴率 25.3%（視聴率はビデオリサーチ調べ、関東地区・世帯） |                |                                 |                     |          |        |                              |

### 巡査今泉慎太郎
| 各話   | 放送日         | サブタイトル           | 演出     |
| ------ | -------------- | ---------------------- | -------- |
| 第1話  | 1996年01月10日 | 帰って来た慎太郎の巻   | 河野圭太 |
| 第2話  | 1996年01月17日 | 慎太郎怒るの巻         | 松田秀知 |
| 第3話  | 1996年01月24日 | 慎太郎名推理の巻       | 河野圭太 |
| 第4話  | 1996年01月31日 | ライバル登場の巻       | 松田秀知 |
| 第5話  | 1996年02月07日 | 慎太郎危機一髪の巻     | 河野圭太 |
| 第6話  | 1996年02月14日 | まいったぜ慎太郎の巻   | 松田秀知 |
| 第7話  | 1996年02月21日 | 負けるな慎太郎の巻     | 河野圭太 |
| 第8話  | 1996年02月28日 | フニャフニャ慎太郎の巻 | 松田秀知 |
| 第9話  | 1996年03月06日 | 箱入り慎太郎の巻       | 河野圭太 |
| 第10話 | 1996年03月13日 | 慎太郎逆襲の巻         | 平野眞   |
| 第11話 | 1996年03月27日 | さらば慎太郎の巻       | 平野眞   |
| 第12話 | 2004年01月03日 | 大空の怪事件           | 河野圭太 |

### 総集編
| 通算回 | 放送日         | サブタイトル     | 犯人役                   | 演出     | 視聴率 | 時系列                  |
| ------ | -------------- | ---------------- | ------------------------ | -------- | ------ | ----------------------- |
| 第25回 | 1996年04月09日 | 消えた古畑任三郎 | 第1回 - 第24回までの犯人 | 河野圭太 | 22.6%  | 第1回から第24回よりも後 |

### 3rd season
- サブタイトル欄のカッコ内は映像ソフトのブックレットに表記されていたもの。

| 通算回                                                         | 放送日         | サブタイトル                            | 犯人役          | 演出     | 視聴率 | 時系列                       |
| -------------------------------------------------------------- | -------------- | --------------------------------------- | --------------- | -------- | ------ | ---------------------------- |
| 第28回                                                         | 1999年04月13日 | 若旦那の犯罪                            | 市川染五郎      | 河野圭太 | 25.5%  |                              |
| 第29回                                                         | 1999年04月20日 | その男、多忙につき （忙しすぎる殺人者） | 真田広之        | 鈴木雅之 | 24.5%  | 第26回より前                 |
| 第30回                                                         | 1999年04月27日 | 灰色の村 (古畑、風邪をひく)             | 松村達雄 岡八朗 | 河野圭太 | 22.1%  | 第32回の直後                 |
| 第31回                                                         | 1999年05月04日 | 古畑、歯医者へ行く （アリバイの死角）   | 大地真央        | 佐藤祐市 | 26.0%  | 第32回より後                 |
| 第32回                                                         | 1999年05月11日 | 再会 （古い友人に会う）                 | 津川雅彦        | 河野圭太 | 27.8%  | 第30回より前で第31回の直前   |
| 第33回                                                         | 1999年05月18日 | 絶対音感殺人事件                        | 市村正親        | 佐藤祐市 | 24.6%  | 第28回より前で第31回よりも後 |
| 第34回                                                         | 1999年05月25日 | 哀しき完全犯罪                          | 田中美佐子      | 河野圭太 | 23.7%  |                              |
| 第35回                                                         | 1999年06月01日 | 頭でっかちの殺人 （完全すぎた殺人）     | 福山雅治        | 河野圭太 | 26.2%  | 第32回より前                 |
| 第36回                                                         | 1999年06月08日 | 追いつめられて （雲の中の死）           | 玉置浩二        | 佐藤祐市 | 23.8%  |                              |
| 第37回                                                         | 1999年06月15日 | 最も危険なゲーム・前編 （最後の事件）   | 江口洋介        | 河野圭太 | 23.2%  |                              |
| 第38回                                                         | 1999年06月22日 | 最も危険なゲーム・後編 （最後の事件）   | 江口洋介        | 河野圭太 | 28.3%  |                              |
| 平均視聴率 25.1%（視聴率はビデオリサーチ調べ、関東地区・世帯） |                |                                         |                 |          |        |                              |

### スペシャル
| 通算回 | 放送日         | サブタイトル       | 犯人役                                      | 演出     | 視聴率 | 時系列                    |
| ------ | -------------- | ------------------ | ------------------------------------------- | -------- | ------ | ------------------------- |
| 第13回 | 1995年04月12日 | 笑うカンガルー     | 陣内孝則 水野真紀                           | 松田秀知 | 18.8%  | 第16回より後              |
| 第24回 | 1996年03月27日 | しばしのお別れ     | 山口智子                                    | 河野圭太 | 34.4%  |                           |
| 第26回 | 1999年01月03日 | 古畑任三郎 VS SMAP | 中居正広 木村拓哉 稲垣吾郎 草彅 剛 香取慎吾 | 鈴木雅之 | 32.3%  | 第27回より後 第29回より後 |
| 第27回 | 1999年04月06日 | 黒岩博士の恐怖     | 緒形拳                                      | 鈴木雅之 | 25.6%  | 第26回より前              |
| 第39回 | 2004年01月03日 | すべて閣下の仕業   | 松本幸四郎                                  | 河野圭太 | 20.0%  |                           |

### ファイナル
| 通算回 | 放送日         | サブタイトル   | 犯人役            | 演出     | 視聴率 | 時系列       |
| ------ | -------------- | -------------- | ----------------- | -------- | ------ | ------------ |
| 第40回 | 2006年01月03日 | 今、甦る死     | 藤原竜也 石坂浩二 | 河野圭太 | 21.5%  | 第39回より後 |
| 第41回 | 2006年01月04日 | フェアな殺人者 | イチロー          | 河野圭太 | 27.0%  | 第40回より後 |
| 第42回 | 2006年01月05日 | ラスト・ダンス | 松嶋菜々子        | 河野圭太 | 29.6%  |              |

### 古畑中学生
| 通算回 | 放送日         | サブタイトル              | 犯人役                     | 演出     | 視聴率 | 時系列      |
| ------ | -------------- | ------------------------- | -------------------------- | -------- | ------ | ----------- |
| 第43回 | 2008年06月14日 | 古畑任三郎 生涯最初の事件 | 原田泰造 甲本雅裕 石田太郎 | 河野圭太 | 13.3%  | 第1回より前 |

## 仕掛け
本作には「遊び」とも言える仕掛けが随所にちりばめられている。これは、喜劇作家・脚本家の三谷幸喜によるところがある（他の三谷作品との繋がりについては、#放送日程を参照）。
アバンタイトル
番組の冒頭、黒い背景をバックに古畑が立ち、その回のキーワードや関連する話を披露する。これで視聴者がどこに注目すべきかのヒントが示される。
赤い洗面器の男の話
第11回「さよなら、DJ」を皮切りに、第21回・第25回・第38回・第39回など、シリーズを通して語られる小話。最後のくだりになると、なんらかの理由によって必ず中断されてしまうため、いまだに古畑や視聴者にオチは知らされないままである。ただし三谷幸喜によると、オチは用意されているとのこと。なお、この小話は『王様のレストラン』などの他の三谷作品にもしばしば登場する。
第39回ではスペイン語で途中まで語られていた。詳細については、「赤い洗面器の男」を参照。
登場人物の名前
毎回登場する犯人をはじめとして、登場人物の名前は既存の推理小説の登場人物や実在する人物の名前をもじったものが多い。三谷は日本史マニアであり、歴史上の人物から登場人物の名前を設定することがたびたびある。
名前の他にも、古畑の誕生日がホームズと同じ、第12回「最後のあいさつ」はホームズ作品のタイトル「最後の挨拶」に由来するなど、設定上でも遊びが随所に見られる。
「古畑任三郎」という名前は、三谷脚本の舞台『ラヂオの時間』に登場した慇懃無礼なアナウンサー・保坂任三郎と、東京都世田谷区、国道246号の池尻交差点角にある「古畑病院」という病院の看板と、『笑っていいとも!』で俳優の時任三郎（ときとう さぶろう）が「よく『とき にんざぶろう』と間違えられる」と語ったこと、三浦和義が経営していた「フルハムロード」のカタカナのイメージに由来する。脚本の三谷がそれぞれを見た際に着想を得て命名した。（ただし「任三郎」の名前は前年の舞台「ラジオの時間」の登場人物・保阪任三郎にも使われている）
古畑と今泉の名前については、あべこべにしたという。例「古」⇔「今」、「畑」⇔「泉」、「任三郎」⇔「慎太郎」。
事件の発生順序
事件の発生順序は、必ずしもテレビで放映される順序と一致しない。このことは、登場人物のささやかな会話や向島音吉巡査の苗字の変遷、SMAP事件の話、小石川ちなみの事後状況、劇中で語られる他の挿話の「解決後」の捜査状況など1話完結のドラマでは珍しく以前放送した話の後日談などがセリフに挟まれることからうかがうことができる。DVDに収録される順序はほぼ放映順に従っているが、VHSはテープの容量などから、第1シーズンと第2シーズンのVHS（第1巻-第9巻）では若干順序が異なる。
『古畑』シリーズでは、意図的に時間軸をずらした構成を取っており、これは企画の石原隆によれば、「視聴者が時間軸を直す楽しみのため」とのこと。
一例
（1stシーズン）
- 第1回・小石川ちなみ（中森明菜）編で、古畑が電話で「幡随院の取り調べは明日からという事で」と語っている。この事から、幡随院大（笑福亭鶴瓶、第4回）編が時系列では第1回の直前となっている。
- 第2回・中村右近（堺正章）編では古畑はまだ今泉の名前を覚えておらず、初対面かそれに近い状態であった。
- 第5回・米沢八段（坂東八十助）編で古畑が「新幹線に乗って酢豚弁当食べるのが私の夢」と語っており、第8回・中川淳一（鹿賀丈史）編の中で酢豚弁当を食べようとするシーンがある。この事から、実時間の第8回は第5回の行先から帰京する際に乗った新幹線の車中で遭遇した事件である。

（2ndシーズン）
（3rdシーズン）
- 第29回・由良一夫（真田広之）編で由良がドラマの企画を語る際に、主演俳優の候補で香取慎吾の名前を挙げている事から、第29回は第26回・SMAP編よりも前の事件である。
- 一方、第29回で古畑が昔手掛けた事件として語っている「非常に耳の良い男が自らの絶対音感を利用して殺人を行った事件」が第33回・黒井川尚（市村正親）編と見る向きもあるが、古畑がSMAPを逮捕したと語っている第31回・金森晴子（大地真央）編では西園寺と花田が初対面（第27回）以来の再会なのに対し、第33回では既に顔馴染みとなっているため、これは第33回とは別の事件である。この事から、時系列に沿って並べると第27回→第29回→第26回→第31回→第33回となる。そもそも第33回の犯人である黒井川は、確かに絶対音感の持ち主ではあるものの、それを利用して殺人を行った訳ではない。
- 第30回・荒木嘉右衛門（松村達雄）編で西園寺が「忘れないうちに安斎さんの事件を書き留めておく」と言って広げたノートを、今泉が「君が暴走した事件のことも書いてあるの？」と言って覗こうとするシーンがある。この事から第32回・安斎亨（津川雅彦）編が第30回の直前であり、西園寺が暴走した第35回・堀井岳（福山雅治）編は第32回のさらに前の事件である。

小石川ちなみ
シリーズ第1回の犯人である少女コミック作家の小石川ちなみ（中森）は、第2シーズン以降も語り草となり、ストーリーの随所でその逸話が語られている。
彼女は、やり手の弁護士・小清水潔（明石家さんま、第14回の犯人）の弁護により無罪判決を受け、結婚してアトランタで幸せな生活をしているという後日談が語られている。古畑を結婚式に呼んだり（第20回）、アメリカに招待したりと懇意にしている。また、第23回はちなみを訪ねた帰途でのエピソードである。ほかにも彼女の愛犬・万五郎は古畑の友人・安斎亨（津川雅彦、第32回のゲスト）に預けられ、第1回の事件の舞台となった山荘「ボーズヘッド荘」は古畑が借りて使用している（「消えた古畑任三郎」）。
完結編である第42回では大野もみじ（松嶋菜々子）によく似た女性として古畑が彼女の半生を語るなど、劇中で語られる古畑との関わりは多い。犯人としてはひときわ待遇が良く、どうして彼女だけ幸せな後日談を与えたのかについては脚本の三谷幸喜が、小石川ちなみを演じた中森明菜の「大ファン」という理由による。
ラストダンスは私に（越路吹雪の楽曲）
第11回で古畑が歌ったものが披露される。その後、第42回の副題としても使われ、ドラマ内でも使われている。
サン・トワ・マミー（越路吹雪の楽曲）
第11回の犯行シーンに流れている曲。第20回にも古畑が結婚式で歌った、と今泉に話し、別れの歌であることをツッコまれた。
三谷が脚本を担当したやっぱり猫が好きではRCサクセションによる同曲のカバーバージョンがエンディングテーマとして使用されていた。
第四の壁
前述のようにエラリー・クイーンよろしく、解決編前に背景暗転し古畑が視聴者に「挑戦」するのが定形となっている。その際に他の登場人物も暗転下に置かれる。但し、この暗転時に、一度だけ居合わせた人物が割り込んでくる事があった。
第3シーズンではこの暗転時に架空の「視聴者からのお便り」への反論を行うこともあった。
毎朝新聞
第2シーズン第19回「VSクイズ王」では「毎朝新聞」が事件解決の決め手となった。架空の新聞にありがちな紙名だが、こうした新聞がフィクションに現れた場合、劇中人物にとっては実在の新聞なのが約束事である。犯人もこの新聞を実在のものと信じて「クイズ王」らしく記事内容を頭に入れた。ところが、劇中のテレビ局の衣装部屋にそのテレビ局で使用される架空の新聞が置いてあったものであって、劇中人物にとっても架空の新聞であったという仕掛けで、古畑の依頼で毎朝新聞からクイズを出題したところ、犯人が正解したことで犯行現場の衣裳部屋にいたことが証明された。

## 実現しなかったゲスト

### 犯人役候補
以下の芸能人も候補にされていたが、実際にオファーが出されたかは不明。次項に記載の和田のように、ファイナルから15年以上経った後年になってから判明した芸能人もいる。
- 三上博史：文楽の人形遣い[要出典]

- 宮本信子：鑑識官[22]。
- 安達祐実：天才少女[22]。
- 勝新太郎[22]
- 伊丹十三[22]
- 愛川欽也[23]
- 若山富三郎[23]

### 辞退
- 織田裕二：

『振り返れば奴がいる』の主役・司馬江太郎役として1st seasonにオファーが来たが辞退。織田は、2003年に開催されたDepsツアーのパーティーで「僕は司馬先生が負けるところは見たくない」という理由から断ったことを自ら明かしている。真相は不明だが、司馬の代わりに同作から鹿賀丈史が中川淳一役で出演した。また、ツアーには亀山千広、石原隆も同行しており、古畑任三郎が踊る大捜査線に出演する企画も立ち上がっていたが、田村が丁度舞台と重なっており、仕事を2本は取らない主義だったために結局実現には至らなかったという裏話を披露している（今泉役の西村雅彦はノリノリだった）。
- 中村勘九郎[24]
- 島田正吾[25][26]：犯人役を松村達雄に変更し「灰色の村（古畑、風邪をひく）」となった。
- 志村けん [27][28]：

犯人役を緒形拳に変更し「黒岩博士の恐怖」となった。また『TVガイド』のインタビューで石井正則は、犯人役をしてもらいたい希望者として「志村けんさんに白衣を着て髪を縛って出演してもらいたい」と答えていた。

### その他
- 和田アキ子

和田のマネージャーは「古畑について話がある。犯人役で和田アキ子に頼みたい」と三谷幸喜や本作スタッフから話を聞いていたが、連絡のミスによりスケジュールの都合がつかなくなり、没案となった。和田も自身のラジオ番組の2021年5月22日放送回（田村正和逝去後最初の放送）にて語っている。ちなみに和田は古畑任三郎のパロディ「新畑任三郎」に、犯人役での出演経験がある。
- 西村雅彦

今泉慎太郎とは別の役。第3シーズンでは当初今泉としてではなくクールな犯人として出演させたかったが、西村に「（今泉と犯人役）どっちをやりたい?」と尋ねたら「どっちもやりたい」という曖昧な返事が返ってきたため、結果として今泉の出番を減らすことになった。

#### 備考
雑誌「ザ・テレビジョン」に掲載された三谷幸喜のインタビューによれば、1st seasonの段階で「事件が全く発生しない」エピソードや、「野球チームの選手9人で監督を殺す（複数犯の犯行）」エピソードなど、後の3rd seasonに通じる構想があったという。また、1st season最終回の案として「田村亮が田村高廣を殺す」といった、古畑役の田村正和を含めた田村三兄弟の共演も挙がっていたことや、古畑自身が犯人のエピソード、犯人が古畑に推理で追い詰められ自殺しようとするのを古畑が寸前で止めるなどサスペンスドラマのよくあるラストも考えていたと話している。。

## 撮影裏話
笑福亭鶴瓶（幡随院大役）
第4回の犯人役。ホテルのレストランで食事をしているシーンの撮影中にパフェを食べている田村が突然「なかなか減らない」とアドリブを入れてきたが、田村の前でNGは出せないため、笑いを堪えるのに必死だったという。また「『いいとも』、見てます」と自身のレギュラー番組を見ていると言われ、驚いた。
小堺一機（佐古水茂雄役）
第10回の犯人役。田村とは『古畑』で初めて対面することになっていたが、途中、車での撮影の間に二人っきりになってしまう。長い沈黙が続く中、突然、「…真似してんだって?」と自身の物真似をしていることを聞いてきた。焦って「はい。ぎんざNOW時代からやらせて頂いています」と正直に告白してしまうと田村は「見たいな…」と迫ってきたという。この要求に覚悟を決め、本人の目の前で本気で物真似を披露した。すると、「ハッハッハッハ…」と笑って沈黙してしまったという。
桃井かおり（中浦たか子役）
第11回の犯人役。本人は学生時代に陸上部に所属しており、ラジオ局を疾走するシーンの撮影はとても楽しかったと語っている（三谷はこの事実を知らず、偶然設定が重なった）。また、犯行シーンの「痛い?」と言うセリフは、三谷に頼み込んで言わせてもらった完全なアドリブである。撮影終了後、田村を飲みに誘ったが、店が全部閉まっていたため「じゃあ、正和ちゃん家で飲もうか?」と提案すると、田村は「…家はさあ…普通の家だからさあ…あんまり遅く来られても困るんだよ」と断った。このネタは「消えた古畑任三郎」で中浦逮捕後の古畑とのやりとりとして披露している。
陣内孝則（二本松晋役）
第13回の犯人役。オーストラリアでの撮影中、周りにいるスタッフが田村ばかりを「殿」と優遇していることに憤慨し、自室に閉じこもってしまう。だが、数分後、自分のやったことを後悔し、反省。スタッフと和解し、スタッフから「若」と呼ばれるようになった。なお、肝心の田村からは「駄目だよ…我慢しなくちゃ」と言われ「アンタのせいだろ!」と心の中で叫んだという。このドラマ以降、田村とは家族ぐるみの付き合いがあったという。
明石家さんま（小清水潔役）
第14回の犯人役。事前にセリフを覚えない主義のため、撮影中にNGを連発。田村が「今度間違えたら自分が帰りますよ」とたしなめるも、今度は田村がNGを出してしまい、さんまは冗談半分で「はい、NG。貸しね、貸しね」と言ってしまい、さらに「はい、トチりました。貸しでーす」「はい!貸しね、田村さん、失敗しましたよ!」などと場違いな発言を連発。気まずい空気を察したさんまに沈黙していた田村は「すみません、ごめんなさい」と謝ったが、撮影後、西村雅彦から別室に呼び出されて「あれは言っちゃダメ!さんまちゃん」「だから、それはダメなの。さんまちゃんね、これから気をつけて」と諭されたという。田村とは『古畑』が初対面であったため、普段NGを嫌っていることを知らなかったために起きた出来事である。
2008年6月17日に放送された『踊る!さんま御殿!!』において、同回で裁判官役として出演した田山涼成とのトーク中にこの話題が出たが、その時の話では注意を受けたのは西村からではなく「担当ディレクターから怒られた」と発言。また、その時の田村が出したNGが「古畑シリーズが始まって以来、初めて田村が出したNG」であったことを聞かされた。
このエピソードは、以後「さんまが田村を怒らせた」と語られるが、さんま本人は「怒らせてはいない」と否定。真相を知って慌てて謝りに行ったところ、田村は「う～ん、大丈夫」といつもの調子で応じてくれた、と述懐している。
当初は落ち目のロックシンガーがマネージャーを殺害するという設定だったが、さんま自身が「なんか、全編、古畑と犯人の会話だけで成り立っているような、そんな話にならんかな」と法廷を舞台にした弁護士役を提案し、法廷物が好きな三谷もこれを快諾して変更された。だが、膨大なセリフと慣れない専門用語が飛び交う弁護士役に閉口したさんまは「もう弁護士役はイヤ」と嘆いた。だが、その二年後には『世界で一番パパが好き』で再びさんまは弁護士役を演じることになる。
当エピソードが放送されるにあたり、2nd seasonの番宣も兼ねて当時のワイドショー番組『ビッグトゥデイ』が撮影現場に密着取材を行っていた。さんま自身は遅刻だけはしないよう6日間の撮影期間中最大限注意していたのだが、上記のNG連発に加え、ロケ撮影現場にマイカーでロケバスの後をついてきていたはずのさんまが道に迷い、結果集合時間に1時間遅刻し先着していた田村含めたスタッフらを待たせるミスを犯す場面も放送された。ようやく現れたさんまに対し、田村は「明日は本当に帰るから」と告げ、さんまは「勘弁してください」「何でも言うこと聞きます」と謝罪し続け、次の撮影現場に向かう際にはロケバスへ乗り換えた。その後もさんまが撮影中にNGを出してしまうと、スタッフが「車、回しといて」と田村の帰宅準備をさせようとし、苦笑する田村の横でさんまは「冗談なのかマジなのか分からなかった」と焦ったという。クランクアップ後、番組内で両名による対談が開かれ、これらの一部始終を笑いを交えながら田村と語り合い、田村はその中で「2回本番するのは嫌いやからね。やっぱり本番は1回だけで済ませたいからね。だからNG出るとちょっと狂っちゃう」と語っている。また撮影の待機中は愛用の「田村チェア」に座って台本を読むのに対し、さんまは煙草片手に趣味であるスポーツ新聞の競馬欄を読むなど、お互いの仕事に対する構え方が垣間見えたワンシーンも撮られている。
イチロー（本人役）
第41回の犯人役。出演のオファーを受けたのは2004年11月で「話を聞く用意はあります」と返答していた。『古畑』の大ファンだったイチローは、同じく大ファンの弓子夫人と共に古畑の1シーンをよく再現していたという。また、古畑のDVDも全巻所有しており、自宅で流しているそうである。オファーを承諾し、三谷が滞在しているホテルを訪ね、役者としての勘を見るために「すべて閣下の仕業」の1シーンを演じ、三谷からお墨付きをもらった。田村からは撮影2時間前に現れてNGもなかったことから「役者の鑑」と称賛される。だが、実際は本物の役者達との競演に緊張したそうである。撮影終了後、試合中に「古畑さん、古畑さん」と隠れて練習していたこと、向島音吉役の小林隆が遅刻してきたことなどを自身の出演している番組内で語っている。

## 推理・トリックのミス
本作では、古畑任三郎の超人的な推理が見所であるが、その推理にもいくつかのミスや破綻があり、また、犯人のトリック自体にもミスや破綻が見られる。特にシリーズ序盤の回ではミスが多い。なお、第36話『雲の中の死』において、「トリックに穴がありすぎる」という視聴者からの手紙に対して古畑が「トリックに穴があるのは昔からで、今に始まったことではない」と語るというメタフィクション的なくだりがある。下記に主だったものを取り挙げる。
小石川ちなみの事件
この事件では、「冷蔵庫に入っていた1か月前の卵を、卵スープに使った」ことを古畑は指摘している。確かに、生卵の賞味期限は通常2週間程度ではあるが、これは日本において生食できる期限であり、加熱調理する場合には冷蔵庫に入れていれば消費期限は3か月から4か月、季節にもよるが常温でも1か月から2か月はもつ。本来、卵は消費期限の長い食品であり、美味しさにさえこだわらなければ、割ってみて腐っていなければ加熱調理すれば食べられる。
もっとも、その後に「そんなものは証拠になりません」と古畑は言っており、あくまで小石川を追及するための材料の一つとも考えられる。
幡随院大の事件
この事件では、古畑が「タイマー予約で時間を指定してファックスを送信することは、犯人が幡随院でなければ不可能」と指摘している。しかし、放送時の1994年の日本国内においてはファックスモデム付きパソコンがすでに一般家庭にも普及し始めており、モデムを使用すれば誰でも実行可能であることを見落としている。この点はノベライズ単行本のあとがきにおいて三谷自身、放送期間中の指摘が投書で一番多かったエピソードであることを認めており、同事件の小説版ではそれをふまえたドラマ版とは異なる結末が書かれている。
米沢八段の事件
この事件では、将棋のタイトル戦でカーボン紙を使って封じ手を後から書き込む不正を見咎められた犯人が殺人を犯している。封筒に入った用紙の余白に符号を書き入れることならばカーボン紙で可能である。しかし、将棋のタイトル戦で実際に行なわれる封じ手は、盤面の書かれた図上で駒を丸で囲んで駒の動きを矢印で書く方法で行われる。封じられた後で手を書き入れるには丸で囲みたい駒がどこに書かれているか光に透かして盗み見る必要があるが、カーボン紙がともに封じられていてはカーボン紙が光を遮ってむしろ不正を防いでしまう。
井口薫の事件
この事件では、スタンガンを当てられた被害者が頭をピアノの鍵盤に打ちつけてピアノの一番低いD（固定ドでレ）の弦が切れた、という事実を井口が知っていたことが事件を解く鍵となったが、実際には、Dの弦は一番太いため滅多に切れる事はない。この点について、ピアニストの中村紘子が「リアリティに欠ける」と指摘しており、三谷は小説版のあとがきで「これもかなり恥ずかしかった。」と述べている。
小清水潔の事件
この事件では、犯行現場を訪れる今泉を罠にはめるために、小清水が今泉に成りすまし警察に110番で通報している。しかし、実際には警察への通報はすべて録音されているため音声照合で本人かどうか鑑定することは可能であり、トリックが成り立たない。

## パロディ
本作は1990年代を代表するドラマ作品となったため、数多くのパロディが作成されている。
- 古畑本編では「灰色の村」で古畑が視聴者に向かって、風邪をひいている人は「薬飲んで早く良くなれ」と第四の壁で言うシーンがあった。これは、田村正和が過去に出演したエーザイの風邪薬「スカイナー」のセリフのパロディである。
- 三谷幸喜脚本・監督の映画「ステキな金縛り」（2011年公開）の冒頭で弁護士・宝生エミが裁判中にバナナを見せる場面は、第2シーズンの第1回（第14回）で、明石家さんま演じる弁護士が裁判でバナナを使用したことに由来している。

ものまね
- 第10回（第1シーズン）の犯人役で、元々持ちネタにしていた小堺一機をはじめ、古畑のものまねをする者は多い。第27回に被害者役で出演した栗田貫一は、『ものまね王座決定戦』や栗田が声優を担当するルパン三世のTVスペシャル『ルパン三世 トワイライト☆ジェミニの秘密』（1996年8月放送）の劇中で披露していたのが縁で出演に至ったと言われている。
- "自称"ものまねというスタンスで「誇張しすぎた〇〇」というネタをするハリウッドザコシショウは本人が言ったり動作しないものを用いて展開するが、福山雅治などと同等の定番として古畑任三郎もやっている。

バラエティー番組内のコント
- 「新畑任三郎（あらはた にんざぶろう）」
  - 『とんねるずのみなさんのおかげです』で行われていたとんねるずのコント。新畑を石橋貴明、部下の今湖（いまみずうみ）慎太郎を木梨憲武が演じた。木梨は作中の被者役も兼任した。秋元康らが脚本を手がけ作風は本家を踏襲していたが、コントならではの荒唐無稽な展開[注 13]も見られた。ゲストも和田アキ子や桂三枝、美川憲一といった本家に劣らぬ豪華な人物が起用され、第2シーズン第2話に犯人役で出演した沢口靖子も犯人役でゲスト出演したことがある。派生番組のパロディである「今湖慎太郎」というコントも製作され、こちらは本家と同じ伊藤俊人が相手役で出演している。後継番組である『とんねるずのみなさんのおかげでした』では、1999年1月3日の正月スペシャル「古畑任三郎 vs SMAP」放送に合わせてパロディ「新畑任三郎 vs 野猿」も製作された。

- 「古畑拓三郎（ふるはたけ たくさぶろう）」
  - 『SMAP×SMAP』のコント。第17回（第2シーズン）・第26回の犯人役である木村拓哉によるパロディで、三谷幸喜が脚本を書いた回もあり、第37回・第38回（第3シーズン）の犯人役の江口洋介や、今泉役の西村雅彦がサプライズゲストで出演した回もあった。江口は古畑拓三郎でも犯人役であった。放送時、田村正和自身も木村の物真似を「凄く上手い」と褒めている。
- 「占畑任三郎（うらはた にんざぶろう）」
  - 『モザイクな夜V3』（北海道テレビ）でのコント。鈴井貴之が占畑任三郎役[注 14]、大泉洋が今泉役、嬉野雅道ディレクターは向島役を演じ、また、藤村忠寿ディレクターが演出を担当。後の『水曜どうでしょう』のレギュラー出演者とディレクターが初めて集結した[34]。

漫画
- 「行け!!南国アイスホッケー部」 - 久米田康治のギャグ漫画。第15巻（1995年1月発行）収録のエピソード「警部補 ぶるまたちんしゃぶ郎」（『週刊少年サンデー』1994年32号［1994年7月27日発行］掲載）に「ぶるまたちんしゃぶ郎」（本名は「たまらまらかす」）という刑事が登場する。
- 「探偵ボーズ21休さん」 - 原作 - 新徳丸（新保博久・徳山諄一）、作画 - 三浦とりの倒叙ミステリー漫画。第4巻 - 第5巻（1998年5月・7月発行）収録の「アリバイは舞台の上で」（全4回、『週刊少年チャンピオン』1998年6・7合併号 - 10号掲載）は、人気推理ドラマの主人公「降旗新三郎（ふるはた しんざぶろう）」を演じる俳優が殺人を犯すストーリーである。原作者の新徳丸は雑誌に掲載されたインタビューで、倒叙ミステリー漫画の原作を書くにあたっては『刑事コロンボ』のほか、「三谷幸喜さんの『古畑任三郎』もひじょうに参考になりました」と述べている（『メフィスト』小説現代1998年10月増刊号、258頁）。
- 「トラブル・チェリー! -探偵白書-」 - 佐野タカシのミステリー漫画。全1巻（少年画報社、1999年 / 大都社、2004年）。4つのエピソードが収録されており、すべて解決編の直前に、暗転したコマのなかで、探偵役の主人公が読者に向かって事件の概要や解決へのヒントを述べるという構成となっている。2004年版の単行本では主人公が古畑の物真似をしているイラストが追加された（189頁）。
- 「コータローまかりとおる!」の柔道編では、作者が古畑任三郎のファンであることから、全編を通して古畑任三郎のパロディーがなされ、作中での推理イベントなども掲載された。
- 「学糾法廷」: 小畑健のミステリー漫画では、第1話などにおいて、古畑任三郎を意識した演出がなされている。

アニメ
- 「まじめにふまじめ かいけつゾロリ」 - 第9・10話（2005年4月放送）にて、探偵に扮したゾロリが、暗転した画面の中で古畑の物真似をしながら視聴者に語りかけるシーンがあった。また、その際は指先に炎をともすという、当時田村が出演していた東京ガスのCMパロディも見せている。
- 「金田一少年の事件簿」 -103話（1999年9月放送）での次回予告で金田一が暗転した画面で、古畑の真似をしながら犯人が分かった理由を話す予告になっている。
- 「うまゆる」- 第6話「謎解きは朝食の前に」（2022年11月5日配信）[35]。にて、マチカネタンホイザ(ウマ娘)が古畑に扮して登場する。この話では、タイトル、他キャラ、演出で推理小説や漫画、ドラマのパロディが多数見られる。なお、当作はCygamesのゲーム「ウマ娘プリティーダービー」のウェブアニメ作品である。

その他
- 「絶対に笑ってはいけない名探偵24時」 - 『ダウンタウンのガキの使いやあらへんで!!』の2015年大晦日罰ゲーム企画。仕掛け人としてローラが古畑を演じている。
- 「カラオケ大賞」 - 2019年5月より番組スポンサーとなった幸内電器産業のCMが、古畑もどきのキャラが「うーん」と言いながらずっと後ろを向き続け、最後に古畑と同じロゴで「エコキュート 幸内電器産業」と表示される内容である。
- 「星野源のオールナイトニッポン」 - 番組内のコーナー「星野ブロードウェイ」第8回公演（2020年6月2日放送）にて、「警部補・野畑任三郎（のがばた にんざぶろう）」を放送[36]。野畑を野上大貴、星泉（ほしいずみ）巡査を星野源が演じる。

## スタッフ
- 企画：石原隆、齋藤秋水（第1シーズンから第13回まで）、鈴木専哉（第2シーズンから第25回まで）、金井卓也（ファイナル・編成企画）
- 脚本：三谷幸喜
- 音楽：本間勇輔／オーケストレーション：丸山和範、村田陽一（一部回数のみ）
- 撮影：川田正幸、木村祐一郎、川村明弘、竹内義仁、山岸桂一、川越一成
- 記録：奥康代、木下真理子、石塚早苗、戸井田望、西浦康代
- CGタイトル：岩下みどり（TECICO→pdic→ケネックジャパン）
- 技術協力：バスク、ベイシス
- 美術協力：フジアール
- 演出補：近藤杉雄、北川敬一、小山田雅和、平野眞、森永恭朗、村谷嘉則、佐藤祐市、梅沢利之、宇田川尚良、岩田和行、北川学、八十島美也子
- プロデュース補：柴田圭子、鈴木則子、橋本芙美、郷田悠
- プロデュース：関口静夫、矢吹東（第39回）、柳川由起子（ファイナル）、永井麗子（古畑中学生）
- 演出：星護、河野圭太、松田秀知、鈴木雅之、佐藤祐市、平野眞（今泉慎太郎）
- 制作：フジテレビ、共同テレビ

## 受賞歴
- 1st season（1994年）
  - 第1回ザテレビジョンドラマアカデミー賞
    - 主演男優賞（田村正和）
    - ベストドレッサー賞（田村正和）
    - 脚本賞（三谷幸喜）
    - 監督賞（星護、河野圭太、松田秀知）
    - 撮影賞
- 2nd season（1996年）
  - 第8回ザテレビジョンドラマアカデミー賞
    - 主演男優賞（田村正和）
    - 助演男優賞（西村雅彦）
    - 脚本賞（三谷幸喜）
- 3rd season（1999年）
  - 第21回ザテレビジョンドラマアカデミー賞
    - 助演男優賞（石井正則）
    - 脚本賞（三谷幸喜）

## DVD・Blu-ray Disc
いずれもポニーキャニオンより販売。
- 警部補 古畑任三郎 1st DVD-BOX（2003年12月17日発売）
  - 警部補 古畑任三郎（1 - 4に第1シーズン、5にスペシャル「笑うカンガルー」を収録）
- 古畑任三郎 2nd season DVD-BOX（2004年4月21日発売）
  - 古畑任三郎 2nd season（1 - 3に第2シーズン、4に第2シーズン最終話<第23回>とスペシャル「しばしのお別れ」、5に総集編「消えた古畑任三郎」を収録）
- 古畑任三郎 3rd season DVD-BOX（2004年9月15日発売）
  - 古畑任三郎 3rd season（1にスペシャル「古畑任三郎 vs SMAP」、2にスペシャル「黒岩博士の恐怖」、3 - 6に第3シーズンを収録）
- 古畑任三郎 すべて閣下の仕業（2004年12月15日発売）
- 古畑任三郎 FINAL DVD-BOX（2006年5月17日発売）
  - 古畑任三郎 FINAL『今、甦る死』
  - 古畑任三郎 FINAL『フェアな殺人者』
  - 古畑任三郎 FINAL『ラスト・ダンス』
- 古畑中学生
- 古畑任三郎 COMPLETE Blu-ray BOX（2014年5月30日発売・限定生産品）

### 古畑任三郎DVDコレクション
1stシーズン〜ファイナルまでの41話に、山田涼介が若き日の古畑を演じた『古畑中学生』を加えた42話をラインナップ。番外編の『巡査 今泉慎太郎』、初のパッケージ化となる予告編も収録。
※ 通常2話収録となっているが、号によっては1話、または3話収録となる場合がある。
2022年1月11日創刊。全25号で完結。発行元は、デアゴスティーニ・ジャパン。

## サウンドトラック
| #                | 発売日           | アルバム                                      | 規格             | 規格品番         |                  |
| ポニーキャニオン | ポニーキャニオン | ポニーキャニオン                              | ポニーキャニオン | ポニーキャニオン | ポニーキャニオン |
| ---------------- | ---------------- | --------------------------------------------- | ---------------- | ---------------- | ---------------- |
| 1st              | 1994年5月20日    | 警部補 古畑任三郎 サウンドトラック            | CD               | PCCR-109         |                  |
| 2nd              | 1996年2月7日     | 古畑任三郎 サウンドトラック Vol.2             | CD               | PCCR-192         |                  |
| Remix            | 1996年10月18日   | 古畑任三郎 サウンドトラック リミックス        | CD               | PCCA-01025       |                  |
| 3rd              | 1999年5月19日    | 古畑任三郎 サウンドトラック Vol.3             | CD               | PCCRX-1          |                  |
| Best             | 2005年12月26日   | 古畑任三郎 オリジナル・サウンドトラックベスト | CD               | PCCR-00428       |                  |
| 4th              | 2008年6月25日    | 古畑中学生オリジナル・サウンドトラック        | CD               | PCCR-00467       |                  |

## 関連書籍
- 古畑任三郎－殺人事件ファイル 扶桑社 ISBN 4-594-01470-4 (1994年)
  1. 古畑任三郎1（上記の文庫版） 扶桑社 ISBN 4-594-01933-1
  2. 古畑任三郎2（上記の文庫版） 扶桑社 ISBN 4-594-01964-1

  - 第1シーズンの小説版。全て犯人側の視点で描かれており、今泉慎太郎が登場しない（ただし、「頭の禿げあがった、若いのか年寄りなのか分からない刑事」という描写の今泉と思しき登場人物がいる）など本編とは若干の違いがある。古畑に関する描写は、犯人の視点から最低限うかがい知ることができるのみであり、言葉遣いも「…でございます」など、ドラマ版と比べて若干慇懃さが増している。第1シーズンの話のうち「殺人リハーサル」と「汚れた王将」の2話は収録されていないが、それは本の売れ行きを良くするため最終回オンエア前の刊行を目指したが、時間が足りなかったためである（同書あとがきによる）。なお、スペシャル版を含む第2シーズン以降の作品は、筆者の三谷幸喜の意向により小説化の予定はない。
- 古畑任三郎大事典 扶桑社 ISBN 4-594-02109-3 (1996年)
- 古畑任三郎の研究 (1996年)
- 古畑任三郎の部屋 (1996年)
- 今泉慎太郎な日々 (1996年)
- 帰ってきた古畑任三郎 (1999年)
- 古畑任三郎の最新研究(1999年)

## ゲーム
- コナミのアーケードゲーム『Dance Dance Revolution 4th Mix』の曲目に番組のテーマ曲をアレンジした『NINZABURO』がある。同 4th Mix Plusからは『FURUHATA'S THEME』に曲名が変更。
- トミーのヴァイオリン型電子玩具『evio』の別売りメディア『ドラマミックス 1』に番組のテーマ曲が『古畑任三郎のテーマ』として収録されている。